# Liste der Bodendenkmäler in Extertal
Die Liste der Bodendenkmäler in Extertal enthält die denkmalgeschützten unterirdischen baulichen Anlagen, Reste oberirdischer baulicher Anlagen, Zeugnisse tierischen und pflanzlichen Lebens und paläontologischen Reste auf dem Gebiet der Gemeinde Extertal im Kreis Lippe in Nordrhein-Westfalen (Stand: August 2020). Diese Bodendenkmäler sind in Teil B der Denkmalliste der Gemeinde Extertal eingetragen; Grundlage für die Aufnahme ist das Denkmalschutzgesetz Nordrhein-Westfalen (DSchG NRW).
| Bild                  | Bezeichnung                              | Lage       | Beschreibung | Bauzeit | Eingetragen seit | Denkmal- nummer |
| --------------------- | ---------------------------------------- | ---------- | ------------ | ------- | ---------------- | --------------- |
|                       | Frühzeitlicher Brunnen                   | Bösingfeld |              |         | 25.06.1990       | 1               |
|                       | Grabhügelgruppe                          | Rott       |              |         | 14.07.1995       | 2               |
|                       | Grabhügel                                | Rott       |              |         | 14.07.1995       | 3               |
|                       | Grabhügel                                | Rott       |              |         | 14.07.1995       | 4               |
|                       | Grabhügel                                | Göstrup    |              |         | 14.07.1995       | 5               |
|                       | Grabhügel                                | Asmissen   |              |         | 14.07.1995       | 6               |
| Wallburg und Hohlwege | Wallburg und Hohlwege                    | Asmissen   |              |         | 14.07.1995       | 7               |
|                       | Grabhügel                                | Silixen    |              |         | 27.09.1995       | 8               |
| Wallburg              | Wallburg                                 | Laßbruch   |              |         | 27.09.1995       | 9               |
|                       | Grabhügel                                | Göstrup    |              |         | 09.11.1995       | 10              |
|                       | Grabhügel                                | Rott       |              |         | 09.11.1995       | 11              |
|                       | Grabhügelgruppe                          | Göstrup    |              |         | 10.11.1995       | 12              |
| weitere Bilder        | Wallburg/Uffoburg                        | Rott       |              |         | 10.11.1995       | 13              |
|                       | Grabhügelgruppe                          | Rott       |              |         | 06.12.1995       | 14              |
|                       | Grabhügel                                | Nalhof     |              |         | 06.12.1995       | 15              |
|                       | Grabhügel                                | Nalhof     |              |         | 06.12.1996       | 16              |
|                       | Wallburg/Uffoburg                        | Rott       |              |         | 13.05.1996       | 17              |
|                       | Grabhügel                                | Silixen    |              |         | 13.05.1996       | 18              |
| weitere Bilder        | Burganlage Sternberg (Vorgängerbebauung) | Asmissen   |              |         | 08.11.1996       | 19              |